# 1917 en Nouvelle-Écosse
Chronologie de la Nouvelle-Écosse
- 1913
- 1914
- 1915
- 1916
- 1917
- 1918
- 1919
- 1920
- 1921

Cette page concerne des événements d'actualité qui se sont produits durant l'année 1917 dans la province canadienne de la Nouvelle-Écosse.

## Politique
- Premier ministre : George H. Murray
- Chef de l'Opposition :
- Lieutenant-gouverneur : MacCallum Grant
- Législature :

## Événements
- Le Fort Anne[1] devient le premier lieu historique exploité au Canada.

## Naissances
- 11 avril : Danny Gallivan (décédé le 24 février 1993) est un animateur de radio et un reporter sportif de la télévision canadienne.

## Décès
- 6 janvier : Sir Frederick William Borden (né le  14 mai 1847), homme politique canadien de la Nouvelle-Écosse. Il est député fédéral libéral de la circonscription néo-écossaise de Kings de 1874 à 1882, de 1887 à 1891 et de 1892 à 1911[2].